# پیپینگ تام (گروه موسیقی)
پیپینگ تام (به انگلیسی: Peeping Tom) نام یک گروه موسیقی آمریکایی است که مایک پاتن آن را در سال ۲۰۰۰ میلادی تأسیس کرده‌است. این گروه یکی از پروژه‌های پاتن بود که پس از فیث نو مور و در کنار فعالیت‌اش در مستر بانگل، تاماهاوک، لاویج و فانتومز به آن پرداخت. تنها عضو ثابت پیپینگ تام خود پاتن است و بقیهٔ اعضای گروه معمولاً هنرمندانی از سبک‌های مختلف هستند که به عنوان «عضو مهمان» با پاتن هم‌کاری می‌کنند.

## هنرمندانی که با پیپینگ تام همکاری کرده‌اند
- راهزل
- دن د آتومیتور
- راب سویفت
- نورا جونز
- داب تریو
- کول کیث
- کید کوالا
- مسیو اتک
- ایمانی کاپولا